# Buržoazní nacionalismus
Buržoazní nacionalismus je pojem marxistické terminologie. Odkazuje k praktikám rozdělování lidí podle národnosti, rasy, etnika nebo náboženství, které mají odvracet od třídního boje.
Je považován za strategii rozděl a panuj užívané vládnoucí třídou k zabránění sjednocení dělnické třídy proti buržoazii (z toho důvodu marxistický slogan: Proletáři všech zemí, spojte se!).
Opakem buržoazního nacionalismu je proletářský internacionalismus.

## Uplatnění
V Československu se stal buržoazní nacionalismus tématem po nástupu KSČ k moci na konci 40. let a začátku politických procesů v letech padesátých. V roce 1954 se konal tzv. Proces s buržoazními nacionalisty. Tehdejší režim odsoudil řadu lidí za buržoazní nacionalismus. Komunistická vláda prostřednictvím řady médií poté v následujících letech své vlády vykreslovala některé politické síly meziválečné ČSR jako hledící si výhradně vlastních majetkových a národních zájmů, přehlížejíce zájmy pracujících. K obdobným praktikám docházelo i v řadě dalších zemí.